# Équipe cycliste House of Paint
L'équipe cycliste House of Paint est une équipe cycliste sud-africaine active entre 2008 et 2010. Durant ses deux premières années, elle court avec un statut d'équipe continentale et participe aux circuits continentaux de cyclisme et en particulier l'UCI Africa Tour. En 2010, elle court au niveau national.

## Classements UCI
L'équipe participe aux épreuves des circuits continentaux et principalement les courses du calendrier de l'UCI Africa Tour. Le tableau ci-dessous présente les classements de l'équipe sur les circuits, ainsi que son meilleur coureur au classement individuel.
UCI Africa Tour
| Saison | Classement par équipes | Meilleur coureur au classement individuel |
| ------ | ---------------------- | ----------------------------------------- |
| 2008   | 9e                     | Hanco Kachelhoffer (46e)                  |
| 2009   | 5e                     | Jamie Ball (2e)                           |

## Saison 2010

### Effectif
| Coureur             | Date de naissance | Nationalité    | Équipe 2009 |
| ------------------- | ----------------- | -------------- | ----------- |
| Jason Bakke         | 11.12.1989        | Afrique du Sud |             |
| Richard Baxter      | 29.09.1985        | Afrique du Sud |             |
| Dustin Day          |                   |                | ?           |
| Dean Edwards        | 14.09.1982        | Afrique du Sud |             |
| Tiaan Kannemeyer    | 14.12.1978        | Afrique du Sud | Neotel      |
| David Maree         | 31.08.1989        | Afrique du Sud | Neotel      |
| Michael-Dean Pepper | 26.02.1984        | Afrique du Sud |             |

## Saison 2009

### Effectif
| Coureur             | Date de naissance | Nationalité    | Équipe 2008           | Équipe 2010    |
| ------------------- | ----------------- | -------------- | --------------------- | -------------- |
| Travis Allen        | 27.06.1984        | Afrique du Sud | Konica Minolta-Bizhub | DCM            |
| Jason Bakke         | 11.12.1989        | Afrique du Sud |                       | House of Paint |
| Jamie Ball          | 01.09.1979        | Afrique du Sud |                       | DCM            |
| Richard Baxter      | 29.09.1985        | Afrique du Sud |                       | House of Paint |
| Dean Edwards        | 14.09.1982        | Afrique du Sud |                       | House of Paint |
| Jeremy Maartens     | 14.08.1979        | Afrique du Sud | Neotel                | DCM            |
| Michael-Dean Pepper | 26.02.1984        | Afrique du Sud |                       | House of Paint |
| Michael Robinson    | 03.08.1988        | Afrique du Sud | Néo-pro               | ?              |

### Victoires
| Date       | Course                                 | Pays           | Classe | Vainqueur  |
| ---------- | -------------------------------------- | -------------- | ------ | ---------- |
| 15/01/2009 | 3e étape de la Tropicale Amissa Bongo  | Gabon          | 2.1    | Jamie Ball |
| 10/03/2009 | Championnat d'Afrique du Sud sur route | Afrique du Sud | CN     | Jamie Ball |